# Syngria scitosignata
Syngria scitosignata är en fjärilsart som beskrevs av Walker. Syngria scitosignata ingår i släktet Syngria och familjen Uraniidae. Inga underarter finns listade i Catalogue of Life.